# Юлемисте (озеро)
Ю́лемисте (эст. Ülemiste järv; устар.: Юлемистэ-ярв, Верхнее, Бумажное, Оберъ-Зе, Іеркелъ) — озеро в Таллине, расположено на территории микрорайона Юлемистеярве в южной части района Кесклинн. На озере есть один остров площадью 1,1 га.
Является источником питьевой воды города с XIV века. Среднее потребление воды составляет 60 тысяч м³ в сутки.

## Расположение
Озеро находится к югу от центральной части Таллина на высоте 35,7 м над уровнем моря. Рядом с озером расположены Таллинский аэропорт и торговый центр Ülemiste.

## Описание
Общая площадь озера составляет 944,4 га (4-е место среди крупнейших водоёмов в Эстонии и 3-е место среди озёр Эстонии). Длина водоёма — 4100 м, ширина — 3200 м. Наибольшая глубина озера — 4,2 м, средняя глубина — 2,5 м. Длина береговой линии — 16399 м. Площадь водосбора — 99,2 км². Обмен воды происходит 3 раза в год.